# Shinji Ikari
Shinji Ikari (jap. 碇 シンジ Ikari Shinji) – fikcyjna postać z serii Neon Genesis Evangelion stworzonej przez studio Gainax. Jest on protagonistą i jedną z najbardziej rozpoznawalnych postaci tej serii. Shinji jest nastoletnim chłopcem, synem Gendo i Yui Ikari, najpierw opuszczonym przez ojca, żeby potem zostać poproszonym przez niego o pilotowanie mecha znanego jako Evangelion Jednostka 01, aby chronić miasto Tokyo-3 przed grożącymi zniszczeniem ludzkości stworzeniami znanymi jako Anioły. Shinji, jako Trzecie Dziecko, pilotuje Jednostkę 01, najpierw z oporami, a z czasem coraz lepiej, a podczas swojego pobytu w Tokyo-3 stopniowo uwalnia się od dylematu jeża, kiedy spotyka się z nowymi towarzyszami i zdobywa przyjaciół. Jego talent do pilotowania i synchronizacji z Jednostką 01 przynosi mu pochwałę od dowodzących oficerów NERV, organizacji, prowadzonej przez Gendo. Traumatyzujące wydarzenia w jego życiu i obarczenie odpowiedzialnością związaną z obowiązkiem pilotowania EVY przynoszą mu ogromny stres i cierpienie. W pewnym momencie serii zaczyna konfrontować się ze swoim wewnętrznym ja, tworząc argumenty i pytania dotyczące życia i rzeczywistości.
Przedstawienie Shinjiego różni się w zależności od mediów, w których jest pokazywany, na przykład w oficjalnej mangowej adaptacji, napisanej przez autora (i projektanta postaci w serialu) Yoshiyukiego Sadamoto, a także w innych spin-offach i w reboocie. Shinji stał się bardzo popularny, Nick Verboon z Unreality Mag stwierdza, że „protagonista Shinji jest jedną z najbardziej zniuansowanych, popularnych i bliskich widzu postaci w historii anime”.

## Kreacja postaci
Reżyser Hideaki Anno opisał Shinjiego jako chłopca, który „unika kontaktu z ludźmi‘ i „przekonał sam siebie, że jest całkowicie niepotrzebną osobą, tak bardzo, że nie może nawet popełnić samobójstwa”. Opisuje Shinjiego i Misato Katsuragi jako „bardzo obawiających się zranienia” i „nienadających się – pozbawionych pozytywnego nastawienia – do bycia tym, co ludzie nazywają bohaterami przygody”. W porównaniu ze stereotypowym bohaterem, Shinji charakteryzuje się raczej brakiem energii i emocji niż heroizmem czy odwagą. Może on także cierpieć na specyficzne dla wschodniej kultury zaburzenie lękowe taijin kyofusho, przypominające zachodnią fobię społeczną (i rozwijającą się osobowość unikającą).
Shinji ma kompleks Edypa i charakteryzuje się konfliktem libido-destrudo.
Choć chłopak zostaje zaakceptowany jako dobry pilot Evangeliona, to tak nie ma on wiele zdolności czy talentów, zwłaszcza w porównaniu do rówieśników (Toji jest atletycznie zbudowany, Aida ma ogromną wiedzę związaną z wojskiem, Asuka w wieku 14 lat ukończyła college). Umie on jedynie grać na wiolonczeli, jednak nie lubi tego robić.
Związek Shinjiego z jego EVĄ i statusem pilota są bardzo ambiwalentne; cała seria może być postrzegana jako bildungsroman obracające się wokół Shinjiego.
Shinji często był postrzegany jako wersja lub odbicie twórcy Evangeliona, a Anno określił fabułę jako metaforę swojego życia.
„Ikari” oznacza „kotwicę” po japońsku. Shinji został nazwany po współzałożycielu Gainaxa Shinjim Higuchi; imię to można przetłumaczyć na „dziecko Boga”. Projektant postaci Evangeliona, Yoshiyuki Sadamoto, oparł swój projekt Shinjiego na projekcie Nadii, tytułowej bohaterki popularnego serialu telewizyjnego Gainax z lat 1990–1991, Fushigi no Umi no Nadia.
Megumi Ogata, która zagrała Shinjiego, uznała ostatnią scenę Air/Magokoro o, kimi ni za trudną do wykonania. Ogata uważa tę rolę za jedną z jej „najbardziej pamiętnych”.

## W mediach

### Neon Genesis Evangelion(serial anime)
Po stracie Yui, Gendo zostawił Shinji’ego z jego nauczycielem i skupił się na rozwoju „Projekcie Evangelion”. To osamotnienie spowodowało, że Shinji zaczął unikać trudnych do rozwiązania sytuacji i uciekać od wszelkich problemów. Często słucha muzyki na swoim odtwarzaczu ze słuchawkami, odcinając się od świata zewnętrznego. Shinji, w niektórych aspektach, jest przeciwieństwem Asuki, jednak nie w takim stopniu w jak Rei.
Shinji zostaje wplątany w wojnę NERVu przeciw Aniołom kiedy jego ojciec wysyła mu list z identyfikatorem NERVu i dopiskiem „Przyjdź! Ikari Gendo”. Kapitan Misato Katsuragi przewozi go do GeoFrontu. Shinji przystępuje do walki w Jednostce 01, zastępując ciężko ranną Rei. Gendo oczekuje od Shinji‘ego tylko pilotowania Evangeliona i relacje pomiędzy ojcem a synem są bardzo chłodne przez najbliższych kilka miesięcy. Shinji’emu udaje się zdobyć przyjaciół – Toji‘ego i Kensuke, a także zawiązać coś więcej niż przyjaźń z Rei; ma także emocje związane z Asuką przeplatane miłością i nienawiścią. Asuka próbuje zmusić Shinji‘ego do przyznania się, że próbował ją pocałować podczas gdy ona spała. W późniejszych odcinkach, Shinji całuje się z Asuką rzekomo ze znudzenia Asuki. Shinji jest nieśmiały i bojaźliwy, a kiedy przychodzi mu rozmawiać z obiektami jego zainteresowania seksualnego staje się bardziej nieśmiały niż zwykle i odczuwa lęk. Asuka pociąga go seksualnie, Shinji nawet masturbuje się nad nią, kiedy dziewczyna wydaje się być w stanie śpiączki (na początku filmu Air/Magokoro o, kimi ni).
Shinji niechętnie pilotuje Evę, jednak matka, której dusza została umieszczona w Jednostce 01 daje mu siłę. Czasami EVA-01 wpada w „berserk”, stan w którym Evangelion aktywuje się bez widocznego źródła energii, pomagając Shinji’emu w trudnych sytuacjach. Raz, kiedy EVA-01 osiągnęła tryb „berserk”, Shinji uzyskał poziom synchronizacji rzędu 400% i został wchłonięty przez Evangeliona, gdzie spotkał swoją matkę.

### Air/Magokoro o, kimi ni
Air/Magokoro o, kimi ni kontynuuje historię Shinjiego, ukazując jego depresyjną spiralę i utratę woli do życia. Pozostaje on w tym katatonicznym stanie przez większość filmu, podczas gdy wszyscy funkcjonariusze NERV, w tym Misato, zostają zabici. Shinji następnie decyduje się pilotować Evę, aby uratować tych, którzy jeszcze żyją, ale wylany w NERVie bakelit uwolniony przez Misato przypadkowo blokuje wejście EVY-01. Kiedy Shinji dowiaduje się o porażce Asuki, Evangelion uwalnia się sam, aby Shinji miał okazję stać się potężnym bohaterem. Ego Shinjiego powoduje, że pole AT Evy manifestuje się w postaci gigantycznych, przerażających, boskich skrzydeł. Mimo to, po tym, jak chłopak widzi zmasakrowane i okaleczone zwłoki Jednostki-02 (z Asuką w środku), niesione przez EVY Masowej Produkcji, trauma jeszcze się pogarsza, gdy zaczyna się Projekt Dopełnienia Ludzkości. Intensywne emocje Shinjiego przywołują Lancę Longinusa tkwiącą na Księżycu aż na Ziemię. Ego Shinjiego wciąż opiera się atakom Lilith-Rei i SEELE na jego duszę; ale kiedy Lilith-Rei przybiera formę Kaworu Nagisy, Ego słabnie, ponieważ dusza Yui z wnętrza Evy mówi Shinjiemu, że Rei jest „całą nadzieją i marzeniami Shinjiego”. Lilith-Rei i SEELE ostatecznie pokonują Ego Shinjiego. Połączenie Lancy Longinusa z EVĄ odtwarza Drzewo Życia. Shinji i EVA, teraz posiadający zarówno Owoc Mądrości, jak i Owoc Życia, stali się „Bogiem”. Shinji, teraz jeden z wszystkimi innymi ludźmi, rozmawia z nimi, szczególnie Rei i Kaworu. Okazuje się, że wchłonięcie Owocu Życia i Owocu Mądrości przez Shinjiego i EVĘ oznacza, że EVA i pilot wewnątrz będą istnieć wiecznie „nawet po tym, jak Słońce, Księżyc i planety znikną”. W końcu rozmawia z Yui, z którą chłopak zastanawia się, co zrobi, aż w końcu decyduje, że chce żyć i wraca na Ziemię. Asuka pojawia się obok niego i Shinji próbuje ją udusić z niewyjaśnionego powodu, ale zatrzymuje się i załamuje, gdy Asuka odzyskuje przytomność i pieści jego twarz.

### Rebuild of Evangelion
W Rebuild of Evangelion Shinji powraca jako główny bohater Evangelion: 1.0 You Are (Not) Alone, gdzie jest on bardziej otwarty i mniej wycofany niż jego odpowiednik telewizyjny. W tym filmie rola Shinjiego jest bardzo podobna do tej z serii. Zostaje on przydzielony do pilotowania Jednostki-01 i pracuje razem z Rei, aby pokonać anioła Ramiela. W Evangelion: 2.0 You Can (Not) Advance, Shinji niechętnie kontynuuje swoje obowiązki pilotowania Unitu-01. Po bitwie z Bardielem, w której jego ojciec zmusił go do poważnego zranienia (uwięzionej w zaatakowanej przez anioła EVIE) Asuki, Shinji wycofuje się z obowiązków i opuszcza NERV. Kiedy Zeruel pochłania Rei, Shinji powraca i pokonuje Anioła, powodując Trzecie Uderzenie przez to, co zdaje się połączeniem z Evangelionem. W Evangelion: 3.0 You Can (Not) Redo, piętnaście lat później Shinji zostaje przebudzony w świecie zmienionym przez Trzecie Uderzenie, które zaczął. Wszyscy traktują Shinjiego podejrzliwie, z wyjątkiem oferującego mu przyjaźń i zaufanie Kaworu. Klon Rei teraz pilotuje Jednostkę-09. Po tym, jak Shinji uświadamia sobie, że nie ocalił Rei, on i Kaworu pilotują EVĘ-13, najpotężniejszy znany Evangelion. Próbują cofnąć Trzecie Uderzenie za pomocą włóczni Longinusa i Cassiusa rzekomo osadzonych w Lilith, ale zamiast tego rozpoczynają Czwarte Uderzenie po tym, jak Shinji wyciąga z Lilith dwie włócznie Longinusa, ignorując ostrzeżenia Kaworu i Asuki. Eva-13 zjada wtedy Dwunastego Anioła i dostępuje boskości. Jednak Kaworu poświęca się, aby powstrzymać Czwarte Uderzenie, pozostawiając samotnego Shinjiego, który traci wolę życia.

### W innych mediach
Shinji pojawia się w większości mangowych adaptacji Neon Genesis Evangelion, w tym w mandze Yoshiyukiego Sadamoto. Manga zazwyczaj podąża za fabułą anime ze sporadycznymi zmianami wydarzeń. W tej adaptacji rola Shinjiego jest bardzo podobna do jego odpowiednika w anime, chociaż widoczne są zmiany w charakterze. Sadamoto został zainspirowany do napisania mangi po poznaniu roli Shinjiego w pierwszym odcinku serialu telewizyjnego. Shinji jest także głównym protagonistą Shinji Ikari Raising Project i Neon Genesis Evangelion: Campus Apocalypse, gdzie jest przedstawiany w innym świetle niż jego odpowiednik z anime.
Shinji, obok innych postaci z Neon Genesis Evangelion, często pojawia się w grach wideo, takich jak Neon Genesis Evangelion na Nintendo 64. Shinji jest także grywalną postacią w popularnej serii gier Super Robot Wars, w której on i inni bohaterowie Evangeliona współpracują z postaciami z różnych innych serii mecha.